# بولینگ، وست دانبارتون‌شر
بولینگ (به انگلیسی: Bowling) یک روستا در بریتانیا است که در دونبارتونشر غربی واقع شده‌است. بولینگ ۵٬۵۰۰ نفر جمعیت دارد.